# 謝希銓
謝希銓（1844年—1907年以后），字紹辛，號石衫，江西崇仁縣（今江西省崇仁縣）人，清朝政治人物、進士出身。
光緒元年，鄉試中舉；光緒三年，登進士，改庶吉士。光緒九年四月，散館，授翰林院編修。光緒十六年，任山東道監察御史、掌河南道監察御史。光緒二十四年，任山東道監察御史，后改戶科給事中。光緒二十七年，任工科掌印給事中；同年兼署順天府府丞。后于光绪三十三年前后任熱河兵備道。